# Hopkins (Minnesota)
Pour les articles homonymes, voir Hopkins.
Hopkins est une ville des États-Unis située dans le comté de Hennepin, dans l’État du Minnesota.
Au recensement de 2010, sa population était de 17 591 habitants.

## Géographie
D'après le bureau de recensement des États-Unis, la ville avait une superficie totale de 10,64 km2, dont 10,57 sur la terre et 0,07 sur l'eau.

## Personnalités notables
Plusieurs personnalités sont nées ou sont originaires de cette ville. Parmi elles, on trouve :
- David Carr, journaliste et éditorialiste au New York Times.
- Aaron Brown, journaliste et animateur de télévision.
- BeBe Shopp, élue Miss Amérique en 1948.
- Samantha Harris, actrice.
- Paige Bueckers , joueuse de basketball

## Source
1. ↑  (en) « Hopkins city, Minnesota », American FactFinder (consulté le 16 novembre 2015)